# Пальчун Олександр Іванович
Олекса́ндр Іва́нович Пальчу́н (1986—2023) — український військовослужбовець, старший солдат, учасник російсько-української війни, загинув у ході російського вторгнення в Україну. Кавалер ордена «За мужність» ІІІ ступеня (посмертно).

## Життєпис
Народився в 16 вересня 1986 в селі Бугаївка.
Навчався в Бугаївській загальноосвітній школі. Закінчив школу з відзнакою, потім вступив до Полтавської аграрної академії.
З 2006 року проходив строкову службу в Збройних силах України, в десантно-штурмових військах.
Протягом 2015—2016 років брав участь в АТО. Після повернення додому довгий час працював у мережі «Маркетопт».
З 25 квітня 2022 року призваний за мобілізацією у в/ч 1352, з якої за власним бажанням перевівся в 3-тю окрему штурмову бригаду А4638.
Після поранення, якого зазнав біля села Андріївка, помер в госпіталі м. Київ